# Othius volans
Othius volans är en skalbaggsart som beskrevs av J. Sahlberg 1876. Othius volans ingår i släktet Othius, och familjen kortvingar. Arten är reproducerande i Sverige.